# Bacalao
Bacalao ("Baccalà") o Bacalhau, Bacalhaos, Baccalieu, Baccalar, era un'isola fantasma rappresentata in molte mappe dell'inizio del XVI secolo. Si presume che si riferisca a Terranova. Il nome appare per la prima volta nel 1508, ma ci sono racconti precedenti.
Nel 1472 al navigatore portoghese João Vaz Corte-Real furono concessi dei terreni alle Azzorre dal re del Portogallo perché aveva scoperto Terra do Bacalhau ("Terra del Baccalà"). Inoltre Bartolomeo de Las Casas scrisse su viaggi portoghesi alla ricerca di "Tierra de los Bacallos". Questo ha suggerito ad alcuni che Corte-Real abbia raggiunto le Americhe decenni prima di Cristoforo Colombo.
Si crede che pescatori baschi abbiano pescato merluzzo ai Grandi Banchi di Terranova nel XV secolo, dando un'altra possibile origine del nome.